# Amaranthus roxburghianus
Amaranthus roxburghianus là loài thực vật có hoa thuộc họ Dền. Loài này được H.W.Kung mô tả khoa học đầu tiên năm 1935.